# Gare de Forest-Midi
Pour les articles homonymes, voir Gare de Forest.
La gare de Forest-Midi (en néerlandais : station Vorst-Zuid) est une gare ferroviaire belge de la ligne 96, de Bruxelles-Midi à Quévy (frontière), située sur le territoire de la commune de Forest dans la région de Bruxelles-Capitale.
Elle est mise en service en 1840 par l'administration des chemins de fer de l'État belge.
C'est une halte voyageurs de la Société nationale des chemins de fer belges (SNCB), desservie par des trains S (S2).

## Situation ferroviaire
Établie à 20 mètres d'altitude, la gare de Forest-Midi est située au point kilométrique (PK) 3,558 de la ligne 96, de Bruxelles-Midi à Quévy (frontière), entre les gares ouvertes de Bruxelles-Midi et de Ruisbroek. Elle est également située au PK 3,858 de la ligne 96A, de Bruxelles-Midi à Y Ruisbroek, et au PK 3,858 de la ligne 96 B, de Bruxelles-Midi à Forest-Voitures.
L'arrêt dispose de trois quais qui permettent la desserte par les deux voies de la ligne 96 et l'une des deux voies de la ligne 96A, la deuxième passe au-dessus de l'arrêt par un saut de mouton. Il est traversé par les deux voies rapides du tronçon 96N de Bruxelles-Midi à Hal.

## Historique

### Histoire
La station de Forest est mise en service le 18 mai 1840 par l'administration des chemins de fer de l'État belge, lorsqu'elle ouvre à l'exploitation la section de Bruxelles à Tubize. La station est établie « au joli village de Forest, agréablement situé au milieu des arbres ».

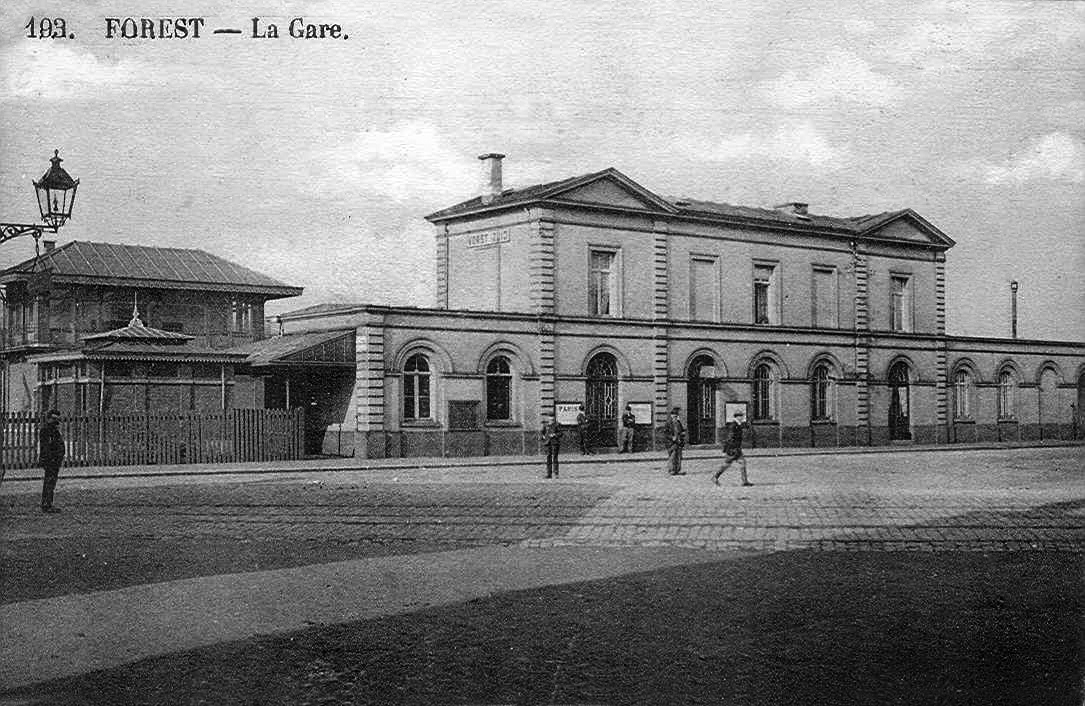
La gare vers 1900.

En 1862, est édifié un nouveau bâtiment de style néo-classique attribué au dessin de l'architecte Auguste Payen.
Entre 1912 et 1914, un projet de réaménagement complet visait à augmenter le nombre de voies, démolir le bâtiment de 1862 et édifier un nouveau bâtiment à un autre emplacement, après réalisation d'un bâtiment temporaire. Ce projet était sur le point d'être mis en œuvre lorsque survint la Première Guerre mondiale. Après la guerre, la reconstruction du réseau fait que la reconstruction du bâtiment n'était plus prioritaire ; les réaménagements successifs du site de la gare se sont faits sans réaliser de nouveau bâtiment.
Le bâtiment de 1862 est fermé au service des voyageurs en 1972.
En 1992, a lieu une « enquête préalable au classement » d'éléments de l'ancien bâtiment voyageurs de 1862 : toiture, façades et auvent métallique.
La construction de la ligne 96N, pour les TGV et Eurostar, entraîna la création de nouvelles voies ainsi que d'un raccordement aérien, qui surplombe l'usine et la gare.
En 2009, une pétition est initiée par l'ASBL Pétitions-Patrimoine qui la remet à la Commission royale des monuments et sites, après avoir recueilli 200 signatures. Cette initiative doit enclencher, de la part de la région, une étude du bâtiment par des experts pour définir sa valeur patrimoniale. Outre l'ancien bâtiment, les installations de l'arrêt, toujours fréquenté par des navetteurs, sont en mauvais états et vandalisées. En 2010, on note des dépôts de déchets, un tunnel d'accès aux quais inondé et sombre. Marc-Jean Ghyssels, échevin de l'urbanisme, souligne le peu d'entretien effectué par la SNCB, la société reconnaissant que « l'endroit n'est pas très agréable » du fait du vandalisme qui annule les efforts de ses équipes d'entretien.
Le 24 septembre 2015 a lieu le classement définitif de la gare.

### Nom de la gare
Le nom de la gare est modifié au fil du temps : de « Forest », depuis la mise en service de la station, il devient « Forest (Midi) » le 7 août 1880 ; en 1896 sont associés les noms français et néerlandais : Forest (Midi)/Vorst (Zuid) ; en 1878 : Vorst-Zuid & Forest-Midi.

## Service des voyageurs

### Accueil
C’est une gare dépourvue de guichet d’accueil, elle est dotée uniquement d’automates de vente.
Les deux quais utilisés normalement sont accessibles par les tunnels sous voies à chacune de leurs extrémités. Une passerelle permet d'atteindre un troisième quai depuis la rue Bollinckx. Le tunnel sud qui relie les deux parties de la rue de la Soierie est accessible aux cyclistes et fait partie de la Promenade verte.

### Desserte
Forest-Midi est desservie par des trains Suburbains (S2) sur la relation Louvain - Braine-le-Comte.
Les jours ouvrables et le samedi, la fréquence est de deux trains S2 par heure dans chaque sens, contre un seul le dimanche.

### Intermodalité
Étant donné sa position géographiquement isolée, il n’y a ni arrêt de bus ni parking à proximité immédiate du bâtiment de la gare.

## Comptage voyageurs
Ce graphique et tableau montre le nombre de voyageurs embarquant en moyenne durant la semaine, le samedi et le dimanche.
| Nombre de passagers qui embarquent à la gare de Forest-Midi | Nombre de passagers qui embarquent à la gare de Forest-Midi | Nombre de passagers qui embarquent à la gare de Forest-Midi | Nombre de passagers qui embarquent à la gare de Forest-Midi |
|                                                             | Semaine                                                     | Samedi                                                      | Dimanche                                                    |
| ----------------------------------------------------------- | ----------------------------------------------------------- | ----------------------------------------------------------- | ----------------------------------------------------------- |
| 1977                                                        | 985                                                         | 119                                                         | 48                                                          |
| 1978                                                        | 911                                                         | 108                                                         | 74                                                          |
| 1979                                                        | 951                                                         | 93                                                          | 29                                                          |
| 1980                                                        | 780                                                         | 63                                                          | 37                                                          |
| 1981                                                        | 787                                                         | 79                                                          | 56                                                          |
| 1982                                                        | 672                                                         | 61                                                          | 32                                                          |
| 1983                                                        | 1 003                                                       | 76                                                          | 38                                                          |
| 1984                                                        | 834                                                         | 37                                                          | 18                                                          |
| 1985                                                        | 459                                                         | 36                                                          | 24                                                          |
| 1986                                                        | 465                                                         | 36                                                          | 38                                                          |
| 1987                                                        | 483                                                         | 39                                                          | 40                                                          |
| 1988                                                        | 427                                                         | 31                                                          | 29                                                          |
| 1989                                                        | 405                                                         | 53                                                          | 47                                                          |
| 1990                                                        | 302                                                         | 34                                                          | 29                                                          |
| 1991                                                        | 343                                                         | 17                                                          | 13                                                          |
| 1992                                                        | 288                                                         | 33                                                          | 21                                                          |
| 1993                                                        | 274                                                         | 32                                                          | 20                                                          |
| 1994                                                        | 199                                                         | 34                                                          | -                                                           |
| 1995                                                        | 212                                                         | 15                                                          | 3                                                           |
| 1996                                                        | 181                                                         | 13                                                          | 13                                                          |
| 1997                                                        | 199                                                         | 57                                                          | 15                                                          |
| 1998                                                        | 196                                                         | 16                                                          | 10                                                          |
| 1999                                                        | 164                                                         | 26                                                          | 13                                                          |
| 2000                                                        | 193                                                         | 26                                                          | 16                                                          |
| 2001                                                        | 202                                                         | 18                                                          | 8                                                           |
| 2002                                                        | 173                                                         | 36                                                          | 14                                                          |
| 2003                                                        | 216                                                         | 15                                                          | 14                                                          |
| 2004                                                        | 195                                                         | 10                                                          | 11                                                          |
| 2005                                                        | 187                                                         | 13                                                          | 7                                                           |
| 2006                                                        | 167                                                         | 14                                                          | 50                                                          |
| 2007                                                        | 221                                                         | 29                                                          | 18                                                          |
| 2008                                                        | -                                                           | -                                                           | -                                                           |
| 2009                                                        | 212                                                         | 19                                                          | 17                                                          |
| 2010                                                        | -                                                           | -                                                           | -                                                           |
| 2011                                                        | -                                                           | -                                                           | -                                                           |
| 2012                                                        | 270                                                         | 26                                                          | 8                                                           |
| 2013                                                        | 202                                                         | 29                                                          | 28                                                          |
| 2014                                                        | 345                                                         | 25                                                          | 11                                                          |
| 2015                                                        | 244                                                         | 53                                                          | 19                                                          |
| 2016                                                        | 203                                                         | 29                                                          | 11                                                          |
| 2017                                                        | 293                                                         | 17                                                          | 15                                                          |
| 2018                                                        | 215                                                         | 29                                                          | 28                                                          |
| 2019                                                        | 368                                                         | 56                                                          | 33                                                          |
| 2020                                                        | 197                                                         | 42                                                          | 18                                                          |
| 2021                                                        | -                                                           | -                                                           | -                                                           |
| 2022                                                        | 376                                                         | 235                                                         | 147                                                         |
| 2023                                                        | 568                                                         | 366                                                         | 168                                                         |
| 2024                                                        | 464                                                         | 247                                                         | 116                                                         |

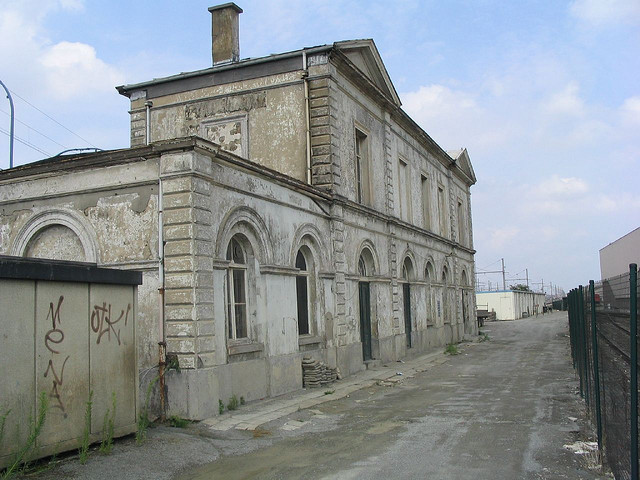
Bâtiment en 2004, côté usine.
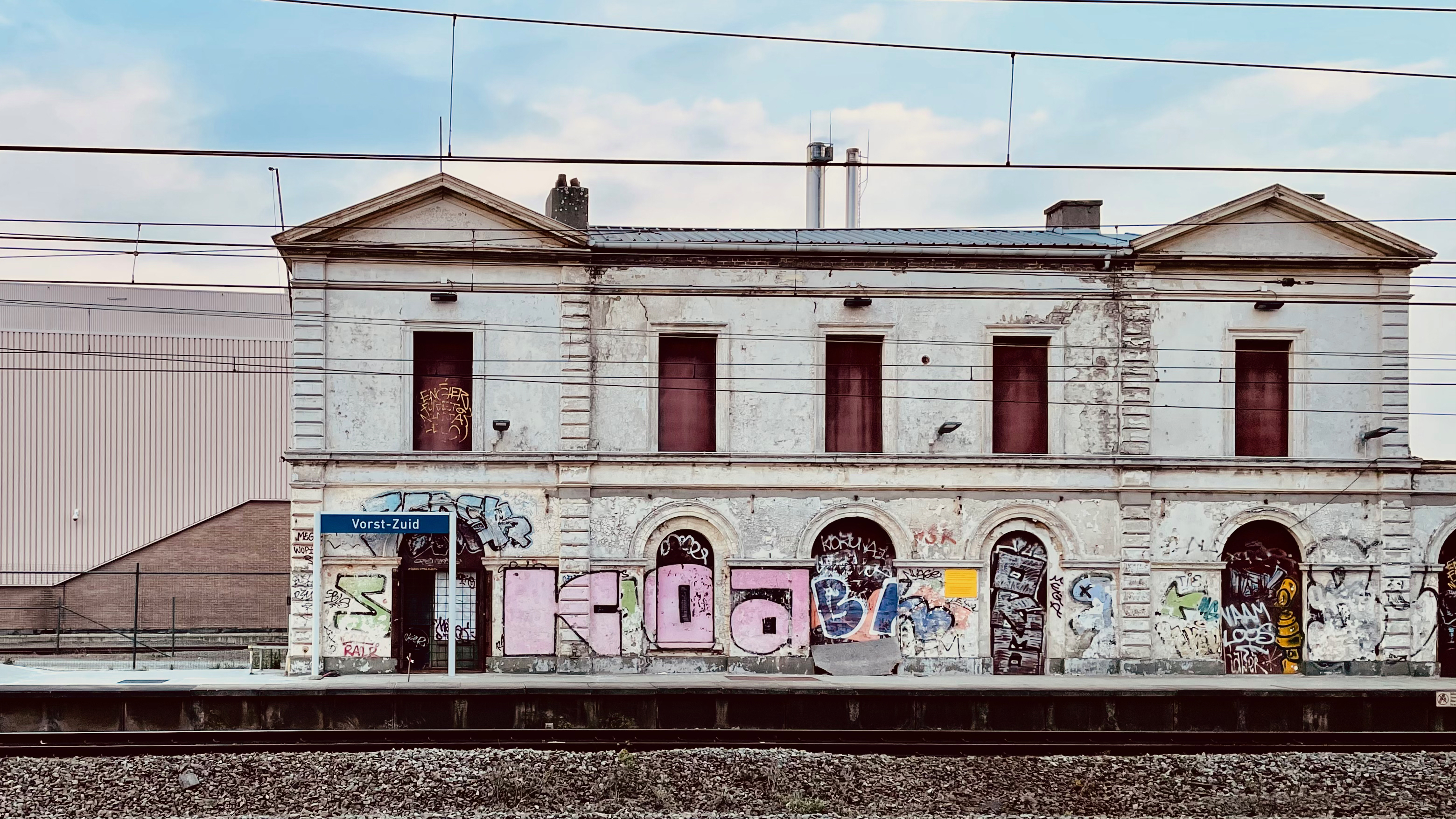
En 2022 côté voies.
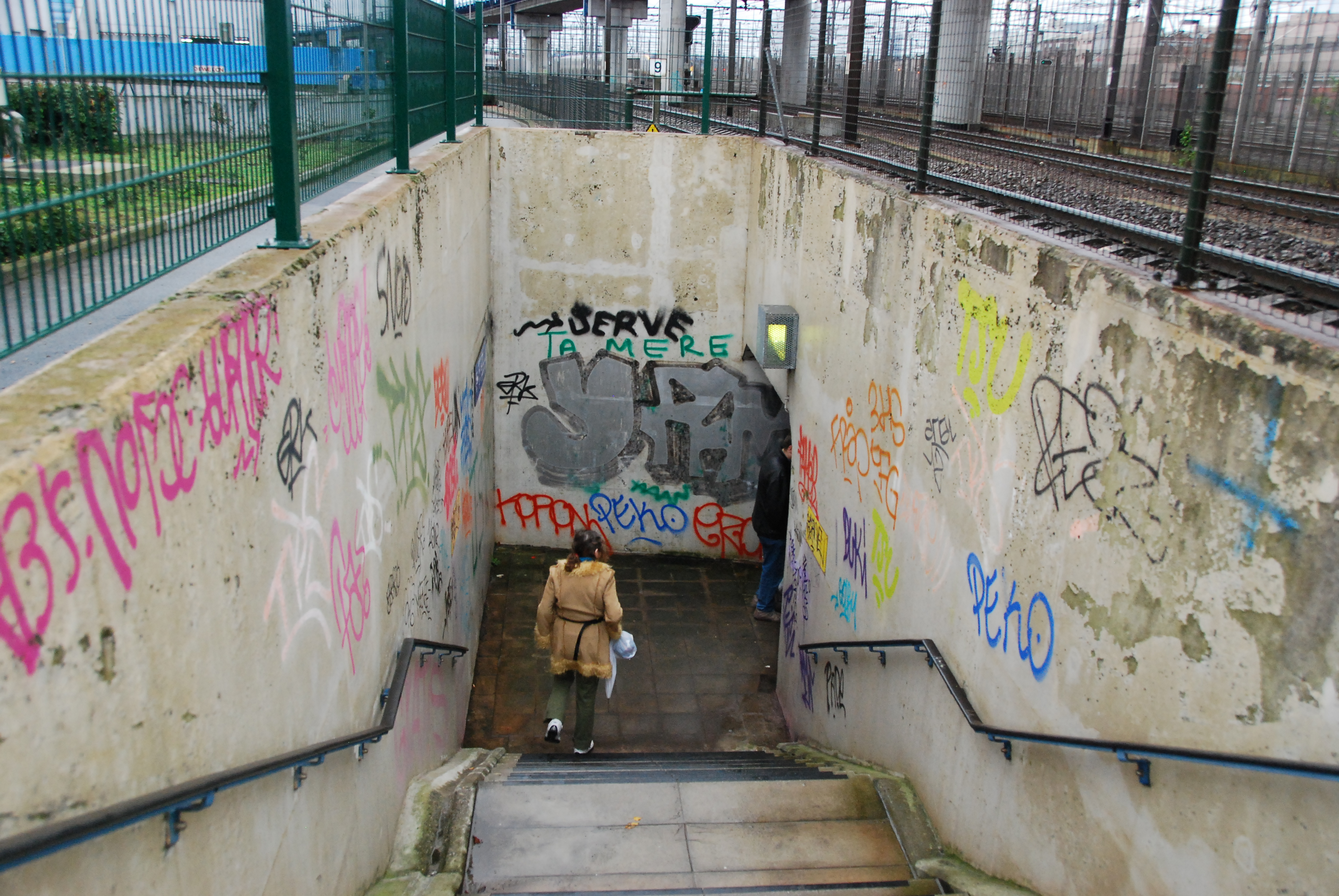
Accès souterrain.
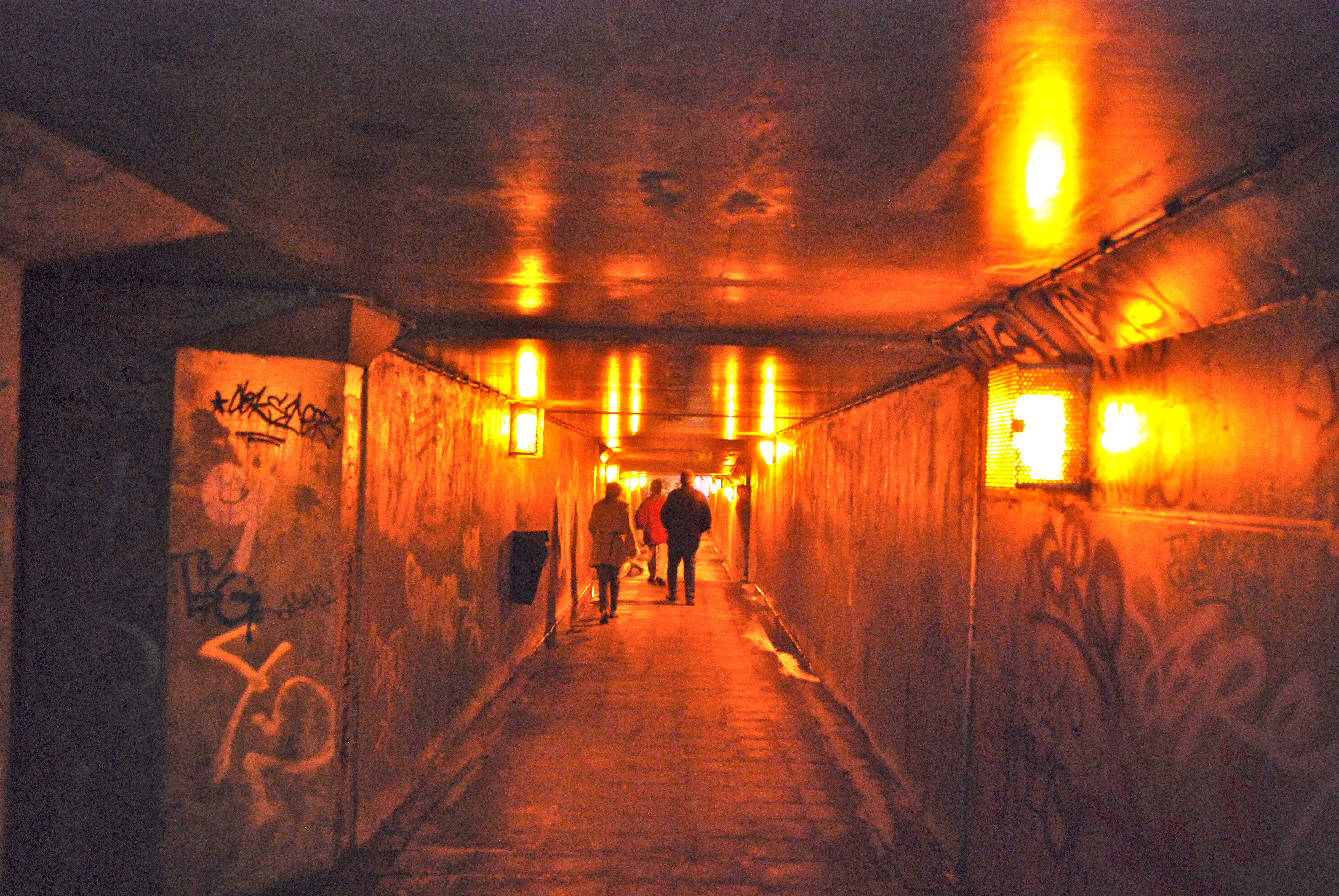
Souterrain.
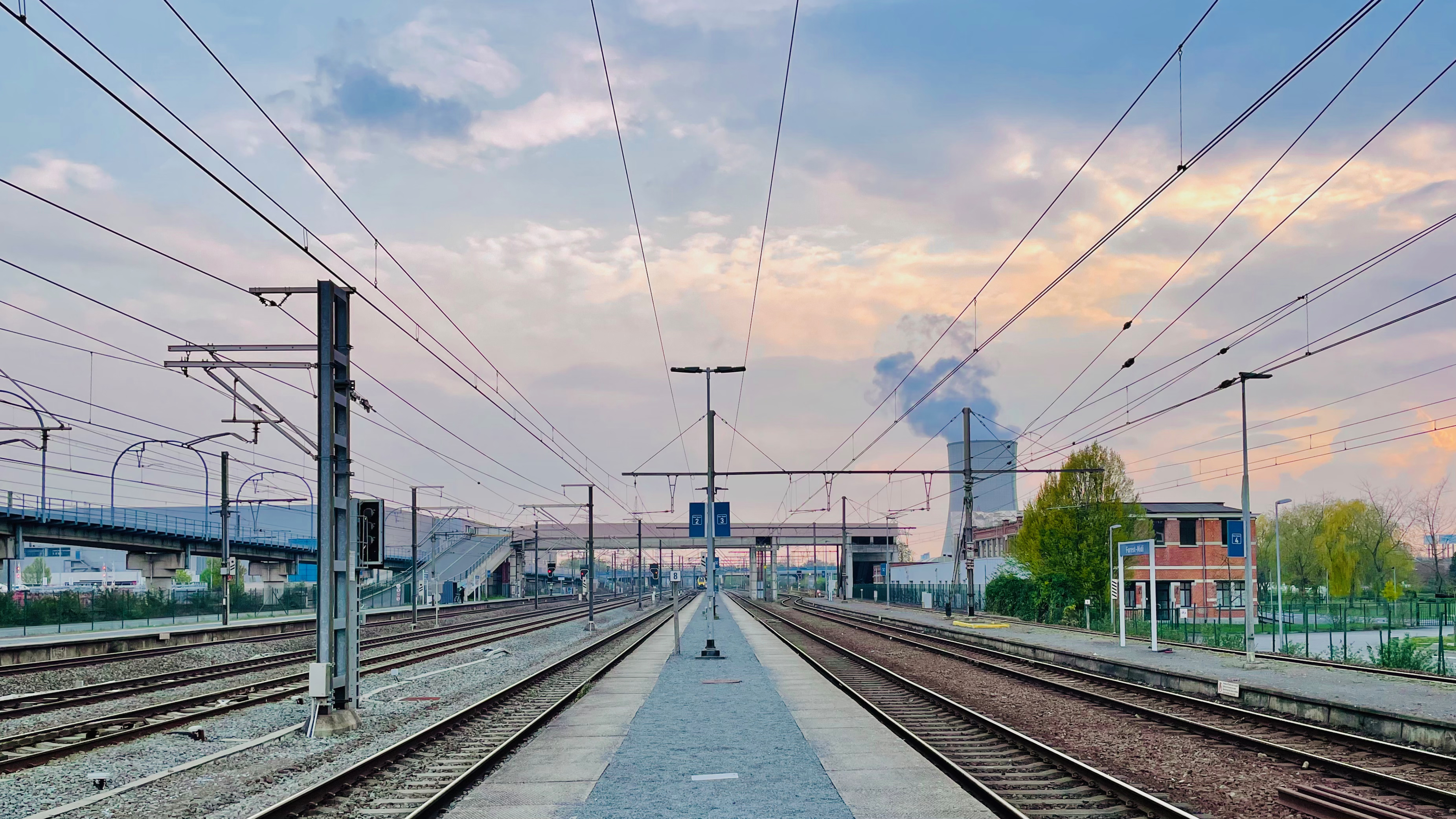
Quai.